# Ley de Memoria Democrática
Ley 20/2022, de 19 de octubre, de Memoria Democrática (Gesetz 20/2022 vom 19. Oktober über die Demokratische Erinnerung) ist ein spanisches Gesetz, welches das Gesetz über die Historische Erinnerung von 2007 (Ley de Memoria Histórica) ersetzt. Es wurde von der von Pedro Sánchez geführten Regierung vorgeschlagen und am 14. Juli 2022 vom Congreso de los Diputados und schließlich am 5. Oktober desselben Jahres vom Senado de España verabschiedet. Das Gesetz trat am 21. Oktober 2022, einen Tag nach seiner Veröffentlichung im Staatsanzeiger, in Kraft.

## Zweck
Laut Artikel 1 ist das Ziel des Gesetzes "die Wiederherstellung, der Schutz und die Verbreitung der demokratischen Erinnerung, verstanden als Wissen über die Verteidigung der demokratischen Werte und der Grundrechte und -freiheiten im Laufe der zeitgenössischen Geschichte Spaniens, mit dem Ziel, den Zusammenhalt und die Solidarität zwischen den verschiedenen Generationen auf der Grundlage der verfassungsmäßigen Grundsätze, Werte und Freiheiten zu fördern". 
"Das Gesetz zielt auch darauf ab, diejenigen anzuerkennen, die in der Zeit zwischen dem 18. Juli 1936, dem Spanischen Bürgerkrieg und der Franco-Diktatur aus politischen, ideologischen, gedanklichen oder meinungsbildenden Gründen, wegen ihres Gewissens oder ihrer religiösen Überzeugung oder wegen ihrer sexuellen Orientierung und Identität verfolgt oder Opfer von Gewalt wurden; sowie ihre moralische Wiedergutmachung und die Wiederherstellung ihrer persönlichen, familiären und kollektiven Gedächtnisses zu fördern". 
In Artikel 1.3 werden ausdrücklich "der Staatsstreich vom 18. Juli 1936 und die anschließende, als illegal deklarierte Franco-Diktatur zurückgewiesen und verurteilt".
Das Gesetz erklärt auch "alle Verurteilungen und Strafen, die während des Krieges aus politischen, ideologischen, gewissenhaften oder religiösen Gründen verhängt wurden, sowie diejenigen, die aus denselben Gründen während der Diktatur erlitten wurden, für rechtswidrig und grundsätzlich nichtig" (Artikel 4.1.). Zu den Verurteilten gehören auch "Guerilla-Widerstandsgruppen" (Artikel 4.2.).

## Inhalte (Auswahl)

### Opfer der Diktatur
Das Gesetz "betrachtet als Opfer jede Person, unabhängig von ihrer Nationalität, die individuell oder kollektiv einen physischen, moralischen oder psychischen Schaden, einen Vermögensschaden oder eine erhebliche Beeinträchtigung ihrer Grundrechte infolge von Handlungen oder Unterlassungen erlitten hat, die eine Verletzung der internationalen Menschenrechte und des humanitären Völkerrechts während des Zeitraums des Staatsstreichs vom 18. Juli 1936, des anschließenden Krieges und der Diktatur, einschließlich des Zeitraums bis zum Inkrafttreten der spanischen Verfassung von 1978, darstellen..." (Artikel 3.1.). Ihre Angehörigen werden ebenfalls als Opfer betrachtet (Artikel 3.2.). 
In Artikel 3.6. werden „die baskischen, katalanischen und galicischen Gemeinschaften, Sprachen und Kulturen in ihren Sprachgebieten, deren Sprecher wegen der Verwendung dieser Sprachen verfolgt wurden“, als Opfer besonders erwähnt.
Den Opfern wird das Recht auf "moralische Wiedergutmachung zuerkannt (Artikel 4.1.). Zu diesem Zweck wird der 31. Oktober eines jeden Jahres zum Tag des Gedenkens und der Ehrung aller Opfer des Militärputsches, des Krieges und der Diktatur (Artikel 7) und der 8. Mai zum Tag des Gedenkens und der Ehrung der Männer und Frauen, die infolge des Krieges und der Diktatur im Exil leben mussten" (Artikel 8) erklärt.
Artikel 32 spricht ausdrücklich von Anerkennung und Wiedergutmachung für die Opfer, die Zwangsarbeit geleistet haben.

### Verschwundene Personen
Das Gesetz legt fest, dass die Suche nach Personen, die während des Krieges und der Diktatur verschwunden sind, in den Zuständigkeitsbereich der öffentlichen Verwaltungen fällt, (Artikel 16). Die Staatsverwaltung wird beauftragt, die gefundenen Überreste Vermisster zu kartographieren (Artikel 17). 
Die Funde von sterblichen Überresten sollen unverzüglich der Staatsanwaltschaft und den zuständigen Verwaltungs- und Justizbehörden gemeldet werden. Zur Identifizierung exhumierter Knochenreste sollen die zuständigen Verwaltungen forensisch-anthropologische Untersuchungen und genetische Tests durchführen (Artikel 22). Darüber hinaus wird eine "Staatliche DNA-Bank der Opfer des Krieges und der Diktatur" und ihrer Angehörigen eingerichtet, die auch "Personen, die von der Entführung von Neugeborenen betroffen sind" umfasst (Artikel 23). 

### Maßnahmen (Auswahl)
In Salamanca wird ein Dokumentationszentrum für die Historische Erinnerung (Centro Documental de la Memoria Histórica) gegründet (Artikel 25).
Artikel 44 legt fest, dass "das spanische Bildungssystem die Kenntnis der spanischen Geschichte und des demokratischen Gedächtnisses sowie des Kampfes für die demokratischen Werte und Freiheiten zu seinen Zielen zählt und in den Lehrbüchern und Lehrplänen die Unterdrückung während des Krieges und der Diktatur behandelt".
Mit Artikel 57 wird der "Rat der demokratischen Erinnerung" geschaffen. In diesem Rahmen wird eine unabhängige Kommission mit dem Ziel eingerichtet, zur Aufklärung der Menschenrechtsverletzungen während des Krieges und der Diktatur beizutragen und einen Bericht zu vorhandenen Informationen über Menschenrechtsverletzungen während des Krieges und der Diktatur zu erstellen. 

#### Umbenennung des Valle de los Caídos in Valle de Cuelgamuros
Artikel 54 ist speziell dem Tal der Gefallenen gewidmet, das in Tal von Cuelgamuros umbenannt wird, wo ab sofort "Handlungen politischer Natur oder die Verherrlichung des Krieges, seiner Protagonisten oder der Diktatur" verboten sind. Es wird festgelegt, dass es sich bei diesem Ort um einen "zivilen Friedhof" handelt, der nur "die sterblichen Überreste von Personen beherbergen kann, die infolge des Krieges gestorben sind", und dass "alle sterblichen Überreste, die bisher einen herausragenden Platz in der Anlage einnehmen, umgebettet werden". (als Voraussetzung für die Entfernung der sterblichen Überreste von Franco aus dem Tal).